# 洛澤爾峰
洛澤爾峰（法語：Mont Lozère）是位於法國的一座山峰，也是塞文山国家公园內的最高峰，高1,699（5,574英尺）。洛澤爾峰在冬季是一個滑雪勝地，也是學生在暑假期間的熱門旅遊地。洛澤爾峰也是塔恩河的源頭。